# Kocaeli (provinca)
Provinca Kocaeli je provinca, ki se nahaja ob Marmarskem morju v Turčiji. Glavno mesto je İzmit, največje mesto pa Gebze. Provinca se nahaja ob vzhodnem koncu Marmarskega morja, ob Izmiškem zalivu. Zaradi naravnih danosti je tam velikansko naravno pristanišče, kjer je tudi glavna baza turške mornarice. 

## Okrožja
- Derince
- Gebze
- Gölcük
- İzmit
- Kandıra
- Karamürsel
- Körfez